# Splatoon 2
Splatoon 2 är en lagbaserad tredjepersonsskjutare utvecklad och utgiven av Nintendo till Nintendo Switch. Spelet är uppföljaren till Splatoon, som släpptes för Wii U 2015, och kan spelas av upp till åtta spelare i fyra-mot-fyra-tävlingar över internet. Splatoon 2 tillkännagavs januari 2017 och lanserades 21 juli 2017. En uppföljare, Splatoon 3, tillkännagavs februari 2021.

## Speluppbyggnad
Liksom sin föregångare är Splatoon 2 en tredjepersonsskjutare, där spelare kontrollerar individer som kallas Inklings och använder färgat bläck för att attackera motståndare och klara mål. Inklings kan växla mellan mänsklig form, där de kan avfyra bläck med sina vapen, och bläckfiskform, vilket gör det möjligt för dem att simma genom bläck av sin egen färg för att kunna förflytta sig snabbt och fylla på bläcktillförsel. Uppföljaren lägger till nya standard-, del- och speciella vapen till spelet, däribland dubbla pistoler, som gör det möjligt för spelaren att rulla undan angrepp, och ryggraketer. Liksom det föregående spelet innehåller Splatoon 2 Turf War-lägena för vanliga slag och en rotation av Splat Zones, Tower Control och Rainmaker-lägen för rankade slag, som nu rankas individuellt. League Battles tillåter spelare att bilda lag med vänner. Ett nytt läge, Salmon Run, tillåter upp till fyra spelare att samarbeta för att ta itu med vågor av fiender. Spelet kommer återigen att innehålla en enspelarkampanj, Hero Mode, där spelaren måste kämpa genom olika nivåer för att bekämpa de onda Octarians.
Spelare kan spela multiplayer över internet via en internetuppkoppling eller lokalt, men lokala spel kräver flera konsoler och kopior av spelet. Spelet har också LAN-stöd med ett LAN Adapter-tillbehör för lokala privata turneringar. Spelet stödjer Amiibo-figurer, vilket gör det möjligt för spelare att lagra sina Inklings anpassade utseende och låsa upp ytterligare innehåll. Spelet har också ett Singelplayer-läge.